# Desant pod Utrią
Desant pod Utrią – bitwa pomiędzy siłami Estonii i Rosji Radzieckiej, która odbyła się w dniach 17–20 stycznia 1919 roku. Była to największa operacja desantowa przeprowadzona przez stronę estońską w czasie wojny estońsko-bolszewickiej, desantowano bowiem około 1000 ludzi.

## Tło wydarzeń
Wojna estońsko-bolszewicka rozpoczęła się 28 listopada 1918 roku od bolszewickiego ataku na Narwę. Ofensywa Armii Czerwonej posuwała się szybko naprzód, dochodząc w ostatnich dniach grudnia pod Tallinn. W pierwszych dniach stycznia 1919 roku Estończykom udało się powstrzymać nieprzyjaciela i przejść do kontrofensywy. Jej główny kierunek przebiegał wzdłuż linii kolejowej łączącej Tallin z Narwą. Sukces przynosiło siłom estońskim użycie pociągów pancernych oraz przeprowadzanie desantów na tyłach przeciwnika. Dużym sukcesem zakończyły się desanty w Zatoce Loksańskiej z 8 stycznia i w Zatoce Kunda z 11 stycznia. Podobną operację zdecydowano się przeprowadzić we wsi Utria, w celu odbicia Narwy.

## Siły walczących stron
Estończycy zgromadzili duże siły morskie do przeprowadzenia i wspierania desantu dowodzone przez dowódcę marynarki Johana Pitkę. Wsparcia artyleryjskiego udzielać miał niszczyciel „Lennuk”, przekazany Estonii przez Royal Navy 2 stycznia, oraz kanonierka „Lembit”. Desant przeprowadzany miał być z następujących jednostek Eesti merejõud: kanonierki „Laene”, kanonierki pomocniczej „Lot”, bliźniaczych trałowców „Kalew” i „Olew” oraz holownika „Revel”, latarniowca „Saritshev” i dwóch innych małych jednostek. Siły desantu to czterystu Estończyków i 600 ochotników z Finlandii.
Przeciwnikami Estończyków w rejonie operacji był 47 Pułk Strzelców Armii Czerwonej.

## Przebieg operacji
Operacja rozpoczęła się 17 stycznia 1919 roku. „Lennuk” ostrzelał baterię nieprzyjaciela w Merikiule ze swoich dział kalibru 102 mm, na co bolszewicy odpowiedzieli strzelając szrapnelami. Mniejsze jednostki rozpoczęły wysadzanie desantu, w czym jednak przeszkadzało wzburzone morze. W związku z tym udało się wysadzić jedynie 200 ludzi. „Lennuk” prowadził ostrzał Narva-Jõesuu, dopóki zdesantowani żołnierze nie poinformowali go o ucieczce bolszewików z miasteczka. Niszczyciel ostrzelał następnie stację kolejową Korf oraz folwark Laagna. Siły desantu posuwały się w stronę Narwy, 20 rannych żołnierzy powróciło na okręty. O godzinie 10 rano 18 stycznia wylądowało pozostałych 800 ludzi. W wyniku zajęcia przez desant wsi Utria i folwarku Laagna siły czerwonych w rejonie Vaivary zostały okrążone. Do niewoli dostało się 630 bolszewików.
Sukces operacji wywołał panikę w wojskach bolszewickich broniących Narwy, co doprowadziło do zdobycia miasta 19 stycznia.